# Le Soleil des voyous
Le Soleil des voyous is een Frans-Italiaanse film van Jean Delannoy die werd uitgebracht in 1967.
Het scenario is gebaseerd op de roman The Action Man (1961) van J.M. Flynn. Voor deze film werkten regisseur Jean Delannoy en acteur Jean Gabin voor de zesde en laatste keer samen.

## Verhaal
Denis Ferrand is een voormalige boef die zich heeft teruggetrokken uit het milieu. Hij leidt een gezapig en rustig leven samen met zijn vrouw Marie-Jeanne in een provinciestadje waar niemand weet heeft van zijn crimineel verleden. Hij baat een herberg uit en is ook eigenaar van een bar. 
Soms slaat de verveling toe en op een dag begint hij met het idee van een overval te spelen. Vanuit zijn bar kan hij immers het reilen en het zeilen van zijn overbuur, de Crédit Industriel du Nord, observeren. 
Jim, een oude Amerikaanse vriend, klopt onverwachts bij Denis aan omdat hij wordt opgejaagd door een bende zwarthandelaars. Denis verschaft hem onderdak en samen plannen en voeren ze de bankoverval uit. Marie-Jeanne wordt echter ontvoerd door de bende die de buit opeist in ruil voor haar vrijlating. 

## Rolverdeling
| Acteur                    | Personage            | Omschrijving                                   |
| ------------------------- | -------------------- | ---------------------------------------------- |
| Jean Gabin                | Denis Ferrand        |                                                |
| Robert Stack              | Jim Beckley          | de vriend van Denis                            |
| Suzanne Flon              | Marie-Jeanne Ferrand | de vrouw van Denis                             |
| Margaret Lee              | Betty                | de minnares van Jim en vennote van Denis       |
| Jean Topart               | Henri                |                                                |
| Walter Giller             | Maurice Labrousse    | de man die door Denis wordt gerekruteerd       |
| Lucienne Bogaert          |                      | de moeder van meneer Henri                     |
| Georges Lycan             | Tonio                | een gangster                                   |
| Albert Michel             | Gaston               | de garagebediende                              |
| Henri Coutet              |                      | de bewaker                                     |
| Bernard Musson            | Charles Goulette     | de bediende van de 'Crédit Industriel du Nord' |
| Pierre Koulak             | Ange Peresi          | 'Le Marseillais'                               |
| Mino Doro                 | Luigi Savani         | de leider van de boeven                        |
| Bob Ingarao               |                      | een handlanger van de gangsters                |
| Carlo Nell                |                      | een gangster                                   |
| Pierre-Jacques Moncorbier |                      | de dronken klant                               |
| Jo Dalat                  |                      | een valse vuilnisman                           |
| Roger Fradet              |                      | een valse vuilnisman                           |
| Dominique Zardi           |                      | een gangster                                   |
| Luce Fabiole              | Angèle               | de werkvrouw van de Ferrands                   |